# 加梅莱拉斯
加梅莱拉斯是巴西米纳斯吉拉斯州的一个市镇。总面积1733.399平方公里，总人口5226人，人口密度3人/平方公里。